# Hibernation (informatique)

Veille - remplacement du symbole d'alimentation en veille par IEEE 1621

Pour les articles homonymes, voir Hibernation (homonymie).
 (novembre 2016).
Si vous disposez d'ouvrages ou d'articles de référence ou si vous connaissez des sites web de qualité traitant du thème abordé ici, merci de compléter l'article en donnant les références utiles à sa vérifiabilité et en les liant à la section « Notes et références ».
En informatique, l'hibernation est l'action d'enregistrer l'état de la mémoire d'un système informatique sur une mémoire de masse avant un arrêt de l'alimentation électrique de façon à permettre la remise en service immédiate du système dans son état exact avant l'hibernation.
Similaire à l'état de veille, il sauvegarde encore plus d'énergie en éteignant complètement l'ordinateur, tout en conservant intacte la session de l'utilisateur et des applications qui étaient en cours de fonctionnement.

## Utilisation
L'hibernation économise de l'énergie électrique. Après hibernation, l'appareil est presque complètement éteint, mais pas tout à fait. Une petite quantité d'énergie est tirée de l'alimentation pour garder les CMOS alimentés, et empêche l'utilisateur d'entrer dans la configuration du BIOS lors de la reprise du système. Une machine en veille prolongée consomme moins d'énergie électrique qu'en mode veille ou sommeil. L'hibernation est un moyen d'éviter la charge de l'enregistrement des données non sauvegardées avant d'arrêter et de restaurer tous les programmes en cours d'exécution après la mise sous tension.
L'hibernation est surtout utilisée dans les ordinateurs portables, qui ont limité la puissance disponible de la batterie. Il peut être configuré pour produire automatiquement une alarme de batterie faible. La plupart des ordinateurs de bureau peuvent également hiberner, essentiellement comme une mesure générale d'économie d'énergie.

## Problèmes possibles
Dans certains cas, l'hibernation peut entraîner des dysfonctionnements au redémarrage, en raison de problèmes avec le logiciel, ou avec des appareils et des logiciels qui ne sont pas entièrement conformes.
Sur certains systèmes informatiques, principalement par mesure d'économie d'énergie, l'hibernation est automatique si le système a été inactif pendant un certain laps de temps.

## Veille prolongée
L'hibernation est parfois appelée à tort « veille prolongée ». Or, l'ordinateur n'est pas en état de veille, il est véritablement « endormi » (d'où le terme « hibernation »). On pourrait parler plutôt de « sommeil profond », car il garde en mémoire la session de l'utilisateur, en ne consommant presque pas d'énergie car l'ordinateur est éteint. De plus, la veille n'est pas nécessairement « prolongée » lorsque l'ordinateur hiberne, puisqu'on peut rallumer l'ordinateur à tout moment et donc restaurer quasi immédiatement la session qu'on vient de plonger en état de sommeil informatique profond.